# イングバル・ブリン
アレクシア・ブリン（Yngvar Bryn、1881年12月17日 - 1947年4月30日）は、ノルウェー出身の男性フィギュアスケート選手兼陸上競技選手、のちにフィギュアスケートコーチ。1920年アントワープオリンピックペア銀メダリスト。パートナーは妻でもあるアレクシア・ブリン。

## 経歴
- 1900年のパリオリンピックでは、陸上競技選手として200mと400mに出場、予選落ちとなったが1900年と1902年にはノルウェーの国内大会500mで優勝を果たした。
- 1912年世界フィギュアスケート選手権で3位。
- 1920年にはフィギュアスケート選手としてアントワープオリンピックで銀メダルを獲得。
- 1923年世界フィギュアスケート選手権2位。
- 選手として競技を離れた後、1932年レークプラシッドオリンピックではノルウェーチームのフィギュアスケート監督として参加。

## 主な戦績
| 大会/年      | 1911-12 | 1912-13 | 1913-14 | 1919-20 | 1921-22 | 1922-23 |
| ------------ | ------- | ------- | ------- | ------- | ------- | ------- |
| オリンピック |         |         |         | 2       |         |         |
| 世界選手権   | 3       | 4       | 5       |         | 5       | 2       |